# Mauregard (Sena i Marne)
Mauregard és un municipi francès, situat al departament de Sena i Marne i a la regió de Illa de França. L'any 2007 tenia 249 habitants.
Forma part del cantó de Mitry-Mory, del districte de Meaux i de la Comunitat d'aglomeració Roissy Pays de France.

## Demografia

### Població
El 2007 la població de fet de Mauregard era de 249 persones. Hi havia 81 famílies, de les quals 8 eren unipersonals (8 homes vivint sols), 24 parelles sense fills, 37 parelles amb fills i 12 famílies monoparentals amb fills.
La població ha evolucionat segons el següent gràfic:
Habitants censats

### Habitatges
El 2007 hi havia 92 habitatges, 82 eren l'habitatge principal de la família, 2 eren segones residències i 7 estaven desocupats. 80 eren cases i 7 eren apartaments. Dels 82 habitatges principals, 63 estaven ocupats pels seus propietaris, 11 estaven llogats i ocupats pels llogaters i 8 estaven cedits a títol gratuït; 1 tenia una cambra, 5 en tenien dues, 12 en tenien tres, 26 en tenien quatre i 38 en tenien cinc o més. 61 habitatges disposaven pel capbaix d'una plaça de pàrquing. A 35 habitatges hi havia un automòbil i a 42 n'hi havia dos o més.

### Piràmide de població
La piràmide de població per edats i sexe el 2009 era:
| Homes | Edats   | Dones |
| ----- | ------- | ----- |
| 0     | 95 o +  | 4     |
| 4     | 90 a 94 | 0     |
| 0     | 85 a 89 | 0     |
| 0     | 80 a 84 | 0     |
| 0     | 75 a 79 | 0     |
| 4     | 70 a 74 | 0     |
| 4     | 65 a 69 | 8     |
| 4     | 60 a 64 | 0     |
| 12    | 55 a 59 | 4     |
| 12    | 50 a 54 | 8     |
| 0     | 45 a 49 | 8     |
| 12    | 40 a 44 | 4     |
| 24    | 35 a 39 | 12    |
| 16    | 30 a 34 | 16    |
| 12    | 25 a 29 | 4     |
| 8     | 20 a 24 | 12    |
| 12    | 15 a 19 | 16    |
| 16    | 10 a 14 | 20    |
| 12    | 5 a 9   | 4     |
| 16    | 0 a 4   | 4     |

## Economia
El 2007 la població en edat de treballar era de 166 persones, 130 eren actives i 36 eren inactives. De les 130 persones actives 117 estaven ocupades (67 homes i 50 dones) i 13 estaven aturades (4 homes i 9 dones). De les 36 persones inactives 13 estaven jubilades, 15 estaven estudiant i 8 estaven classificades com a «altres inactius».

### Ingressos
El 2009 a Mauregard hi havia 86 unitats fiscals que integraven 282,5 persones, la mediana anual d'ingressos fiscals per persona era de 20.938 €.

### Activitats econòmiques
Dels 128 establiments que hi havia el 2007, 2 eren d'empreses extractives, 2 d'empreses de fabricació d'altres productes industrials, 4 d'empreses de construcció, 34 d'empreses de comerç i reparació d'automòbils, 38 d'empreses de transport, 6 d'empreses d'hostatgeria i restauració, 20 d'empreses financeres, 20 d'empreses de serveis i 2 d'entitats de l'administració pública.
Dels 12 establiments de servei als particulars que hi havia el 2009, 1 era una oficina de correu, 5 establiments de lloguer de cotxes, 2 paletes i 4 restaurants.
Dels 23 establiments comercials que hi havia el 2009, 2 eren botiges de menys de 120 m², 10 llibreries, 6 botigues de roba, 1 una sabateria, 3 perfumeries i 1 una perfumeria.

## Equipaments sanitaris i escolars
El 2009 hi havia 2 farmàcies i 1 ambulància.
El 2009 hi havia una escola elemental.

## Poblacions més properes
El següent diagrama mostra les poblacions més properes.